# Ninja Master's: Haō Ninpō Chō
Ninja Master's: Haō Ninpō Chō (ニンジャマスターズ ～覇王忍法帖～?) è un videogioco arcade di combattimento 2D a tema ninja sviluppato da ADK, pubblicato nel 1996 da SNK per la scheda hardware Neo Geo.

## Modalità di gioco
Ninja Master's: Haō Ninpō Chō segue le convenzioni di molti titoli picchiaduro precedenti pubblicati per Neo Geo. I comandi sono costituiti da un joystick e quattro pulsanti. Questi ultimi sono assegnati agli attacchi deboli (A), agli attacchi forti (B), ai calci deboli (C) e ai calci forti (D). Premendo B e C contemporaneamente si scaricano le armi. Il giocatore deve sconfiggere il proprio avversario in combattimento in una serie di incontri al meglio delle tre partite. I personaggi possono alternarsi tra l'uso dell'arma del personaggio o il combattimento corpo a corpo durante la lotta. Come la serie di Art of Fighting, il gioco presenta un super indicatore della forza nella parte inferiore dello schermo, che quando è al massimo, premendo A, B e C contemporaneamente si attiva il "Respiro Vero", che aumenta la potenza d'attacco e sblocca tutte le tecniche. A differenza della serie di Samurai Shodown, ci sono combo sia per gli attacchi senza armi che per quelli con armi, e ogni attacco ha la sua mossa speciale, quindi il tempismo nel passaggio tra attacchi senza armi e con armi è fondamentale.

## Personaggi

### Giocabili
- Sasuke – L'eroe principale di Ninja Master's: Haō Ninpō Chō. Un esperto ninja e traditore del suo stesso clan che cerca di vendicare la morte del padre.
- Karasu – Un serial killer e guardia del corpo ossessionato dai corvi.
- Unzen – Un ex monaco in cerca dell'aspetto migliore della vita.
- Natsume – Un'orfana che, dopo aver avuto un incubo, cerca di uccidere Nobunaga.
- Kamui – Rivale e vecchia conoscenza di Sasuke. Kamui spera di annientarlo dopo che questi avrà abbandonato il clan.
- Tenho – Un anziano giapponese abbandonato in Corea alla nascita.
- Houoh – Un abile esorcista insicuro dei propri poteri.
- Goemon – Un ladro ninja il cui obiettivo è collezionare i tesori più grandi del Giappone.

### Non giocabili
- Raiga – Un famoso cacciatore di taglie la cui missione è sconfiggere Goemon.
- Ranmaru – iIl sub-boss del gioco. Un servitore immortale e leale di Nobunaga, Ranmaru tenta di sconfiggere Haoh, che possiede per l'appunto Nobunaga.
- Nobunaga – Antagonista e boss finale. Nobunaga, un tiranno sottoposto al lavaggio del cervello dal demone noto come Haoh, parte per conquistare il mondo.

## Accoglienza
In Giappone, la rivista Game Machine elencò Ninja Master's: Haō Ninpō Chō nel numero del 1º luglio 1996 come la quattordicesima unità arcade di maggior successo del mese. Il titolo ha ricevuto un'accoglienza generalmente positiva dalla critica fin dalla sua uscita nelle sale giochi e su altre piattaforme.
Nel 2014 Hobby Consolas lo piazza al quindicesimo posto della loro lista dei venti migliori giochi su Neo Geo CD.